# Games for Windows: The Official Magazine
Games for Windows: The Official Magazine — американский журнал, посвящённый компьютерным играм, выходивший с 2006 по 2008 год по лицензии на Games for Windows от Microsoft. Преемник журнала Computer Gaming World.
Согласно издательству Ziff Davis, журнал был «перерождением» Computer Gaming World. Более того, сотрудники редакции заявляли, что концепция журнала останется практически нетронутой и корпорация Microsoft никаким образом не будет влиять на его политику (так же, как Sony не имеет влияния над Official U.S. PlayStation Magazine). Этот пункт был указан в договоре с Microsoft.
В последние годы существования Computer Gaming World, журнал обозревал исключительно игры под Windows, в связи с очень небольшим количеством игр для других операционных систем. В августе 2006 года редакция сообщила, что идея журнала исключительно об играх под Windows появилась, когда Microsoft начали продвигать свою операционную систему, как игровую систему. OPM и Nintendo Power тоже изъявляли желание получить лицензию на использование бренда Games for Windows, но издательство Ziff Davis выиграло тендер благодаря тому, что у них уже был журнал об играх для ПК.
Games for Windows: The Official Magazine закончил своё существование в апреле 2008 года. Состав редакции журнала на момент его закрытия состоял из главного редактора Джеффа Грина, старшего редактора Шона Молли, редактора новостей Шона Элиотта и редактора рецензий Райана Скотта. Редактор Даррен Глэдстоун покинул журнал в декабре 2007 ради работы в PC World.
После закрытия, редакторы журнала продолжали вести подкаст GFW Radio на сайте 1UP.com. Последний выпуск подкаста состоялся 17 сентября 2008 года.